# Mena Barreto

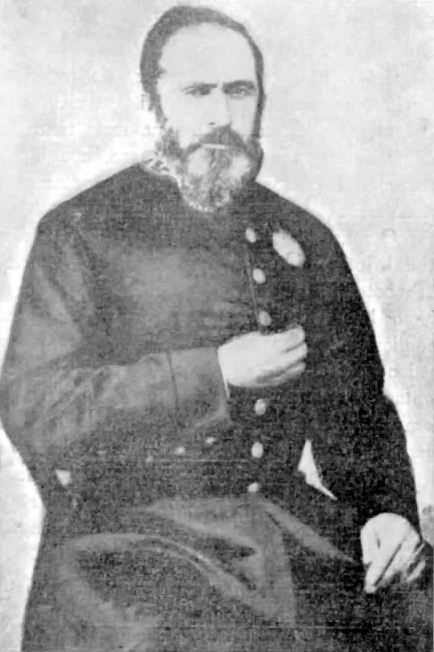
José Luís Mena Barreto.

Mena Barreto é uma tradicional família brasileira do Rio Grande do Sul, que se difundiu politicamente e militarmente pelo Brasil, desde os fins do Brasil enquanto colônia do Império Português (1530-1815), passando pelo Reino Unido de Portugal, Brasil e Algarves (1815-1822), pelo Império do Brasil (1822-1889), até a atual República brasileira (1889-).
A formação da família começa com o casamento de D. Francisca Veloza da Fontoura e o coronel Francisco Barreto Pereira Pinto, este, filho do capitão-mor Manuel dos Santos Barreto e Madalena Maria Pereira Pinto, ambos portugueses; e avô do marechal Sebastião Barreto Pereira Pinto. Um dos filhos do casal, João de Deus Barreto, visconde de São Gabriel, casa-se com D. Rita Bernarda Cortes de Figueiredo Menna, viscondessa consorte de São Gabriel, e adota o último sobrenome de sua esposa, passando a se chamar João de Deus Mena Barreto, e transmitindo o nome Mena Barreto à descendência. Sua esposa também passa a assinar Mena Barreto.
A família é aparentada com diversas famílias tradicionais do Rio Grande do Sul, inclusive com a família Correia da Câmara, proprietária do Solar dos Câmara, em Porto Alegre, e com a família Palmeiro da Fontoura, proprietária do Solar Palmeiro, também em Porto Alegre.
Radicados no Rio Grande do Sul como estancieiros, por terem recebido sesmarias da Coroa portuguesa no século XVIII, alguns Mena Barreto, posteriormente, viriam a receber títulos nobiliárquicos da nobreza do Império do Brasil, após prestarem importantes serviços ao Império enquanto nação, e, por sua vez, as Suas Majestades Imperiais os imperadores Dom Pedro I e Dom Pedro II, e demais membros da família imperial brasileira.
Vários Mena Barreto seguiram a carreira militar, tendo uma grande tradição no Exército Brasileiro. Historicamente, a família detinha diversas estâncias no Rio Grande do Sul, algumas das quais ainda pertencem a membros da família.

## Alguns Mena Barreto
- Antônio Adolfo da Fontoura Mena Barreto (1846-1923) - ministro da Guerra no governo do presidente Hermes da Fonseca;
- Antônio Vitor Sampaio Mena Barreto (1825-1891) - militar e político, responsável pela emancipação de Estrela;
- João de Deus Mena Barreto (I) (1769-1849) - visconde de São Gabriel, militar e presidente da província do Rio Grande do Sul;
- João de Deus Mena Barreto (II) (1874-1933) - militar, interventor no Rio de Janeiro e membro da junta que governou o Brasil em 1930;
- João Manuel Mena Barreto (1824-1869) - brigadeiro do Exército, falecido na Guerra do Paraguai, no ataque às fortificações de Peribebuí;
- João Propício Mena Barreto (1808-1867) - 2.° barão de São Gabriel, marechal, comandante do Exército do Sul quando este ocupou o Uruguai;
- José Luís Mena Barreto (I) (1796-1825) - coronel, falecido na Guerra Cisplatina;
- José Luís Mena Barreto (II) (1817-1879) - marechal do Exército, herói da Guerra do Paraguai, filho do anterior;